# Maschinenfabrik Esslingen

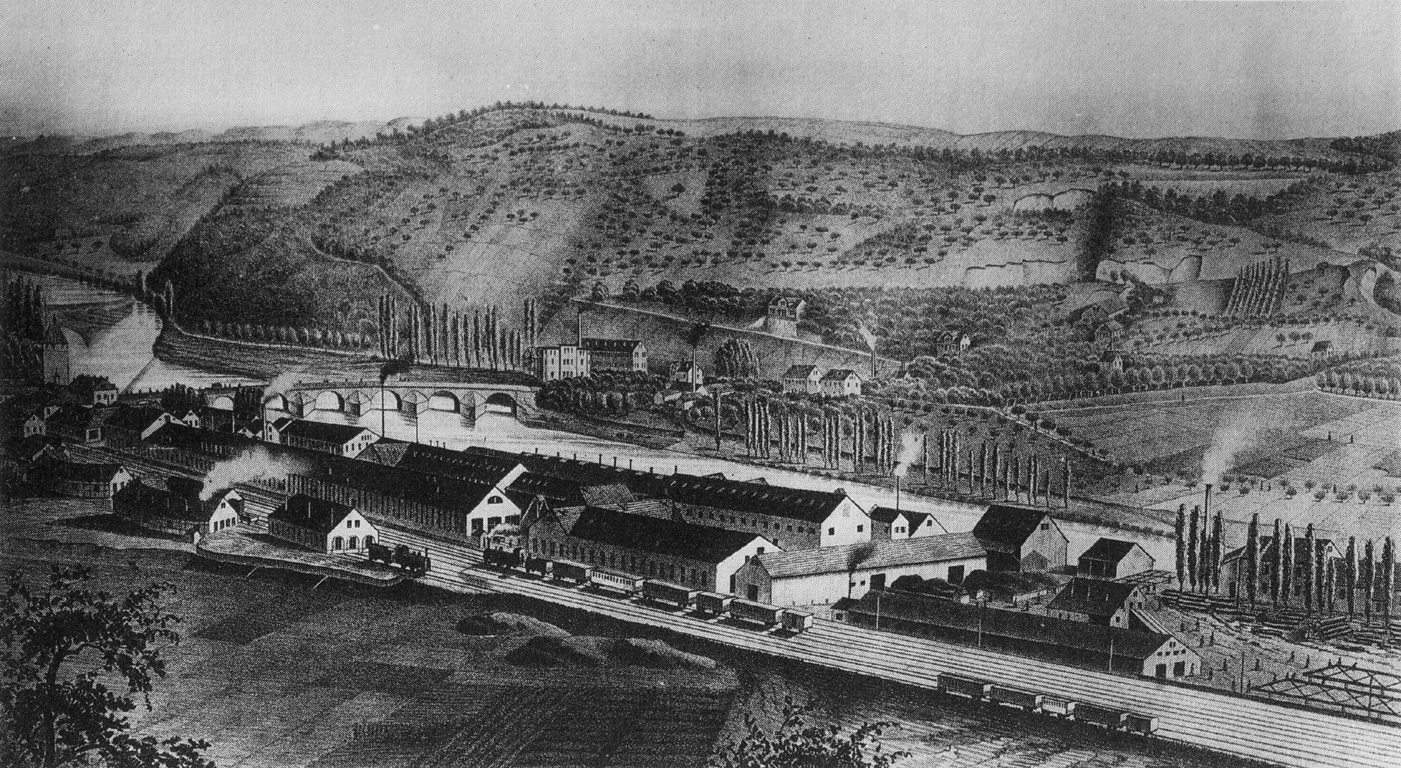
Fabrikhallen der Maschinenfabrik Esslingen zwischen Bahnhof und Neckar in der Mitte des 19. Jahrhunderts…

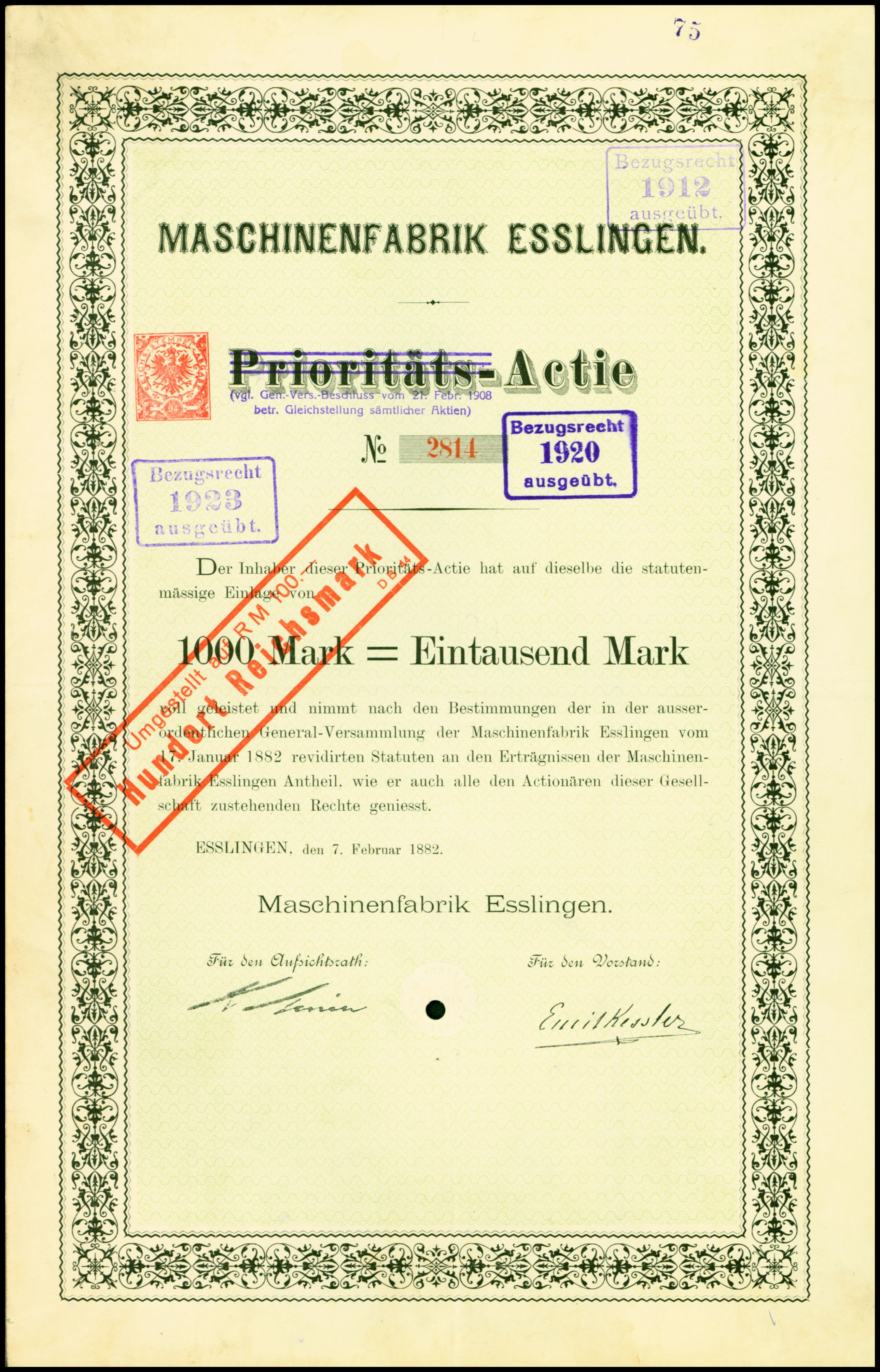
Aktie über 1000 Mark der Maschinenfabrik Esslingen vom 7. Februar 1882

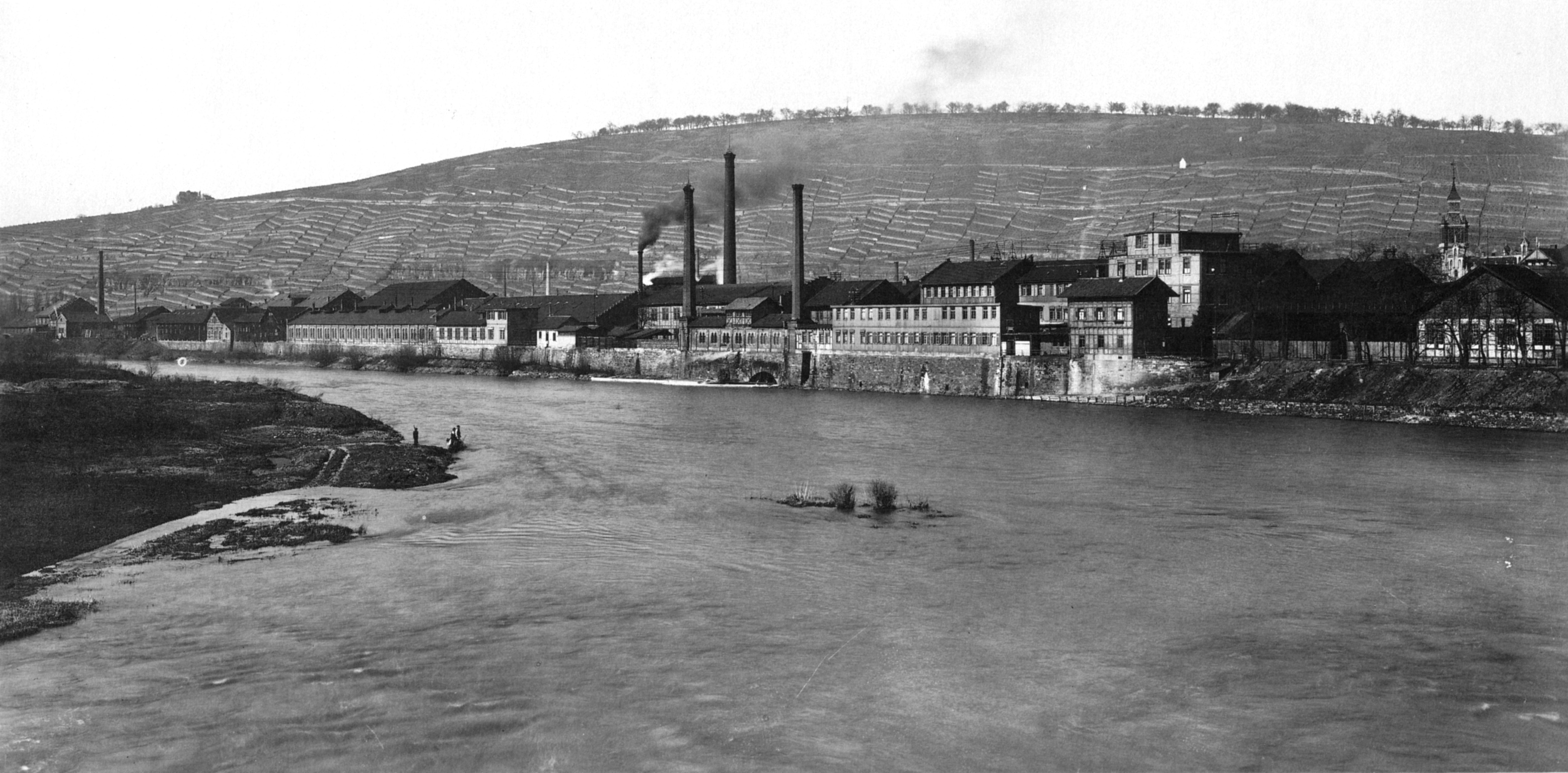
…und 1906

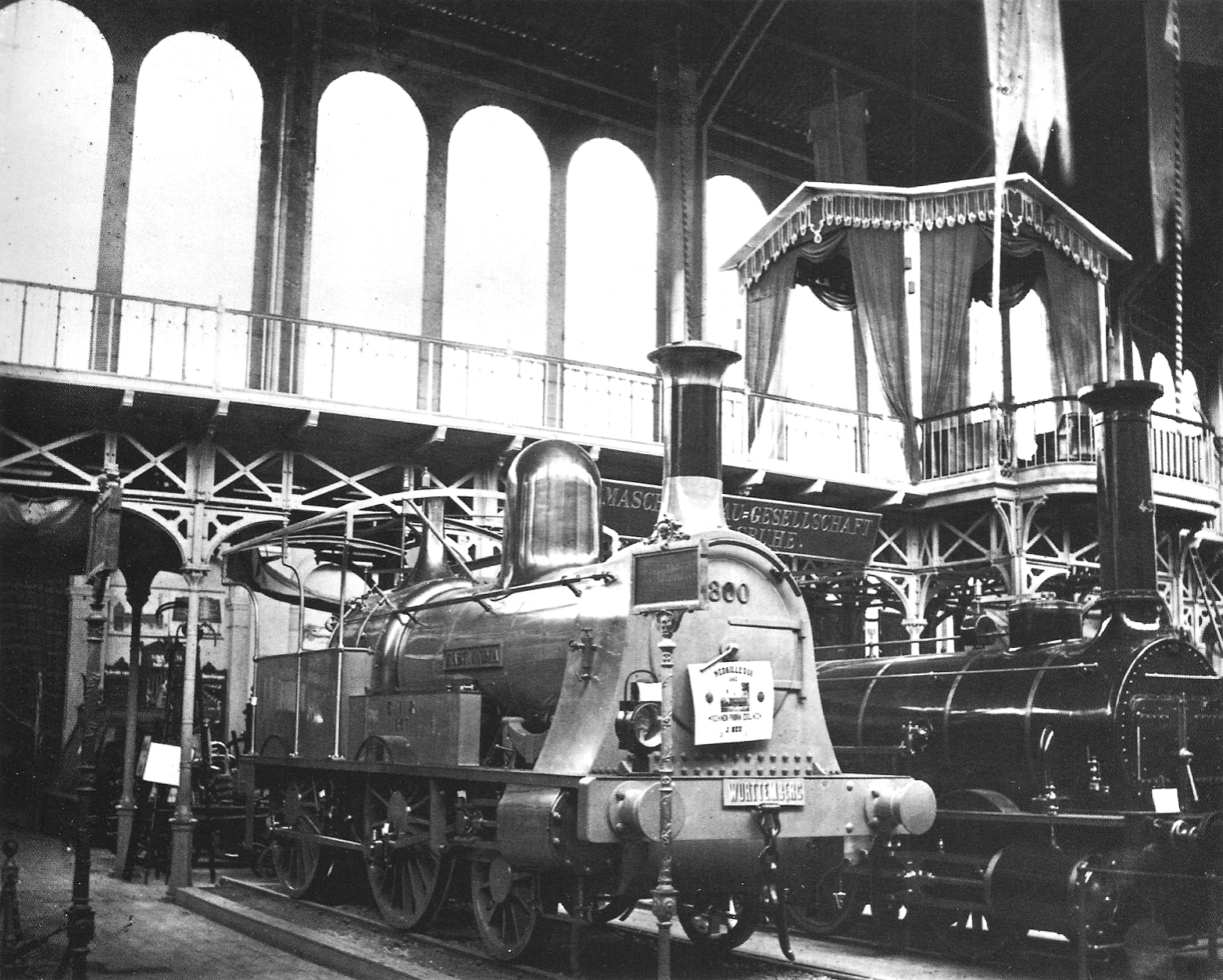
Lokomotive aus der Maschinenfabrik Esslingen (1867)

Die Maschinenfabrik Esslingen AG (ME AG), auch Maschinenfabrik Eßlingen AG oder kurz Esslingen, war ein in Esslingen bei Stuttgart ansässiges Unternehmen zur Herstellung von Lokomotiven, Triebwagen, Straßenbahnen, Flugzeugschleppern, Standseilbahnen, Eisenbahnwagen, Rollböcken, bahntechnischen Ausrüstungen (Drehscheiben, Schiebebühnen), Brücken, Stahlhochbauten, Pumpen und Kesseln.
Die Aktien der ME AG gingen 1965 großteils an die Daimler-Benz AG, die Flurfördergerät-Produktion ging 1968 an die Still GmbH. Die ME AG war nur noch eine Grundstücks- und Vermietungsgesellschaft. Im Januar 2003 wurden im Zuge eines Squeeze-out die Minderheitsaktionäre ausbezahlt.

## Geschichte
Der 1813 geborene Ingenieur Emil Keßler gründete die Maschinenfabrik am 11. März 1846 in Stuttgart; vorausgegangen war eine Initiative des Königreichs Württemberg, eine vom damaligen Ausland unabhängige Eisenbahnindustrie zu schaffen. Keßler brachte einschlägige Erfahrung aus Karlsruhe mit, wo er seit 1837 Mitinhaber, ab 1842 Alleininhaber der Maschinenbau-Gesellschaft Karlsruhe war.
Der Grundstein des neuen Werkes in Esslingen am Neckar wurde am 4. Mai 1846 gelegt. Ein Jahr später, im Oktober 1847, wurde vertragsgemäß die erste Lokomotive an die Königlich Württembergischen Staats-Eisenbahnen (K.W.St.E.) abgeliefert. Die Maschinenfabrik arbeitete fortan eng mit der württembergischen Staatseisenbahn zusammen, sodass fast alle ihrer Neuentwicklungen hier hergestellt wurden.
Nach dem Tod von Emil Keßler 1867 übernahm sein damals 26-jähriger gleichnamiger Sohn Emil Keßler das Werk. Er leitete es bis zum Ende des Jahres 1885. Die tausendste Lokomotive im Jahr 1870 erhielt zu Ehren des Firmengründers den Namen KESSLER.
Das Unternehmen erwarb sich einen sehr guten Ruf, zunächst im Inland, zunehmend jedoch auch im Ausland. Mehrere Übernahmen anderer Firmen (Maschinenfabrik Gebr. Decker & Co. 1881, Maschinen- & Kesselfabrik G. Kuhn 1902), die Gründung der Costruzioni Meccaniche Saronno (Italien) 1887 sowie 1913 der Bau eines neuen Werkes bei Mettingen unter der Leitung von Hermann Maier-Leibnitz zeugten vom Erfolg.
Eine Episode blieb der 1851 aufgenommene und bereits 1858 wieder eingestellte Bau von Binnenschiffen in Ulm und Friedrichshafen, der jedoch dazu beitrug, dass die wirtschaftliche Krisenzeit nach 1848 überwunden werden konnte. Fünfzig Donauboote, zwei Neckardampfer, zwei Bodenseedampfer (Wilhelm und Olga) und zwei Bodenseeschlepper waren das Ergebnis dieser Aktivität. Dauerhafter war das Engagement im Stahl- und Brückenbau, der bis zum Ende der Gesellschaft betrieben wurde.
Ab 1907 stand wieder ein Keßler der Maschinenfabrik vor, Emil Keßlers jüngster Sohn Ludwig. Auch im Bau von elektrischen Lokomotiven engagierte man sich, 1912 entstand die Wendelsteinbahn. Nach 1920 wurde ein Programm von Akkumulatoren-Lokomotiven aufgelegt, vor allem für Gruben- und Industriebahnen. Außerdem wurden Fahrzeuge mit Verbrennungsmotoren gebaut, Kleinlokomotiven Köf genauso wie der Esslinger Triebwagen. Ebenfalls wurden in Esslingen die, das Stuttgarter Stadtbild prägenden, Straßenbahnwagen des Typs GT 4 von 1956 bis 1965 in mehr als 350 Exemplaren gebaut, die noch bis Ende 2007 im Einsatz waren. Auch die Fahrzeuge der Standseilbahn Stuttgart stammen von der ME. Bis in die 1960er Jahre wurden insgesamt mehrere tausend Dampf- und Diesellokomotiven weltweit geliefert, darunter zahlreiche Sonderausführungen.
Einen besonderen Ruf erwarb sich das Unternehmen durch den Bau seiner Zahnradlokomotiven in vielen Varianten. Unter anderem lieferte die Maschinenfabrik Esslingen in Zusammenarbeit mit Brown, Boveri & Cie. (BBC) im Jahr 1939 für die Grube Otto-Scharf in Köttichau, vor dem Zweiten Weltkrieg der modernste Tagebau in Deutschland, zwei Zahnradlokomotiven, damals die schwersten und die stärksten Zahnradlokomotiven der Welt. Des Weiteren baute das Unternehmen Zahnradlokomotiven der Systeme Riggenbach, Abt und Strub. Mit einer solchen Maschine schloss auch der Dampflokomotivbau in Esslingen ab: am 21. Oktober 1966 verließ als letzte eine für Indonesien gebaute Zahnrad-Dampflokomotive das Werk.
Von 1926 bis 1963 stellte die Maschinenfabrik Esslingen zudem elektrisch angetriebene Nutzfahrzeuge her. Zu den Abnehmern gehörte die Deutsche Reichsbahn und später die Deutsche Bundesbahn, bei der vor allem der als Gepäckkarren eingesetzte Elektrokarren EK 1002, ausgerüstet mit einem 2,0 oder 2,75 Kilowatt-Motor und einer Tonne Nutzlast verbreitet war. Daneben gab es den EK 2002 mit zwei Tonnen Nutzlast. Die Deutsche Bundespost nutzte den EL 2500 als Paketpostwagen. Der Wagen entstand nach Plänen der Post und wurde parallel auch bei Lloyd in Bremen und bei Gaubschat in Berlin gefertigt. Für den Vortrieb sorgte ein 10,3 Kilowatt-Motor, als Heizung diente ein Kohleofen. Weitere Modelle waren der EL 3001, die Vier- und Fünftonner EL 4001 und EL 5001 mit einer Fahrerkabine des Daimler-Benz-3,5-Tonners. Verbliebene Exemplare der elektrischen Transporter stehen im Museum für Kommunikation in Frankfurt, im Europäischen Brotmuseum in Ebergötzen und im Deutschen Technikmuseum in Berlin.
Zuletzt war die ME eine Tochtergesellschaft der Gutehoffnungshütte. 1965 erwarb die Daimler-Benz AG zunächst 71 % des Unternehmens, um die Werksanlagen für ihre Produktion zu nutzen. Die Produktion von Flurfördergeräten wurde 1968 an die Still GmbH veräußert. Der Bau von Eisenbahnfahrzeugen wurde daher eingestellt. Die Maschinenfabrik Esslingen AG war dann bis 2003 eine reine Grundstücks- und Verpachtungsgesellschaft als Tochter der Daimler Verwaltungsgesellschaft für Grundbesitz und hatte ihren Sitz in Schönefeld.
Es gibt einen Förderverein zur Erhaltung der Lokomotiven der Maschinenfabrik Esslingen.

## Galerie

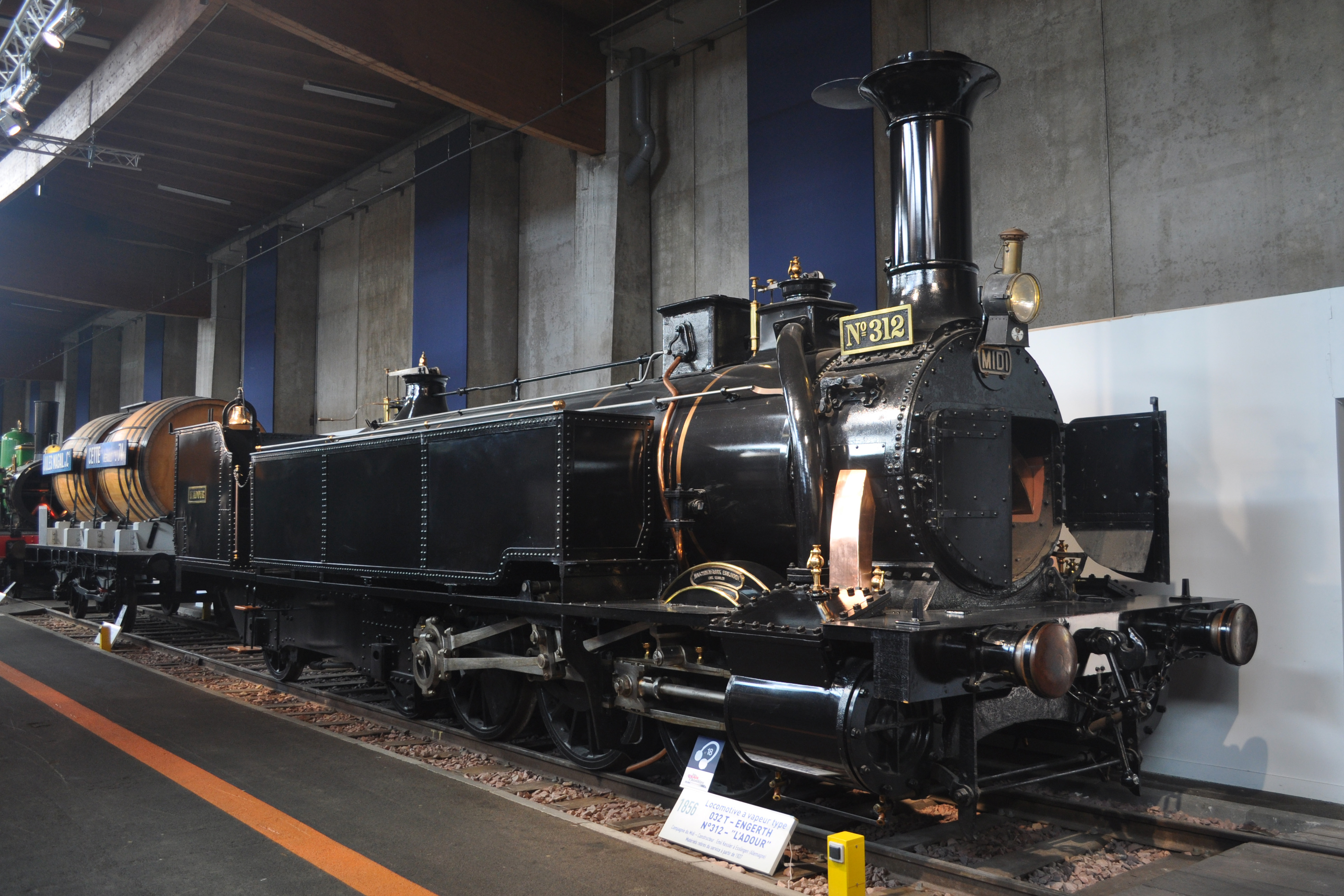
Erhaltene Esslingen-Lokomotive No. 306 von 1856 im Eisenbahnmuseum Mulhouse
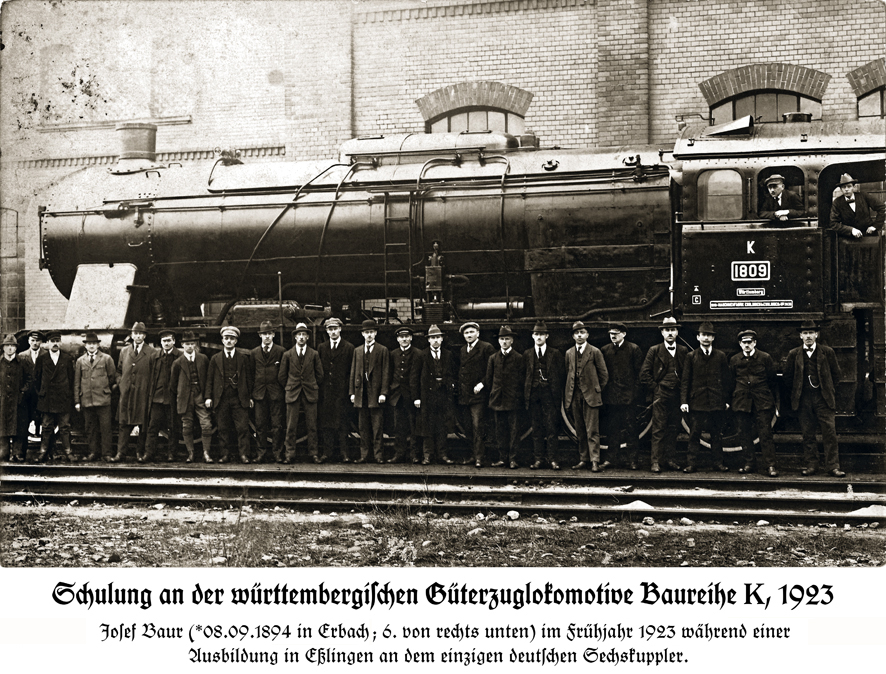
Die mächtige Württembergische K gehört zu den erfolgreichsten in Esslingen konstruierten und gebauten Lokomotiven
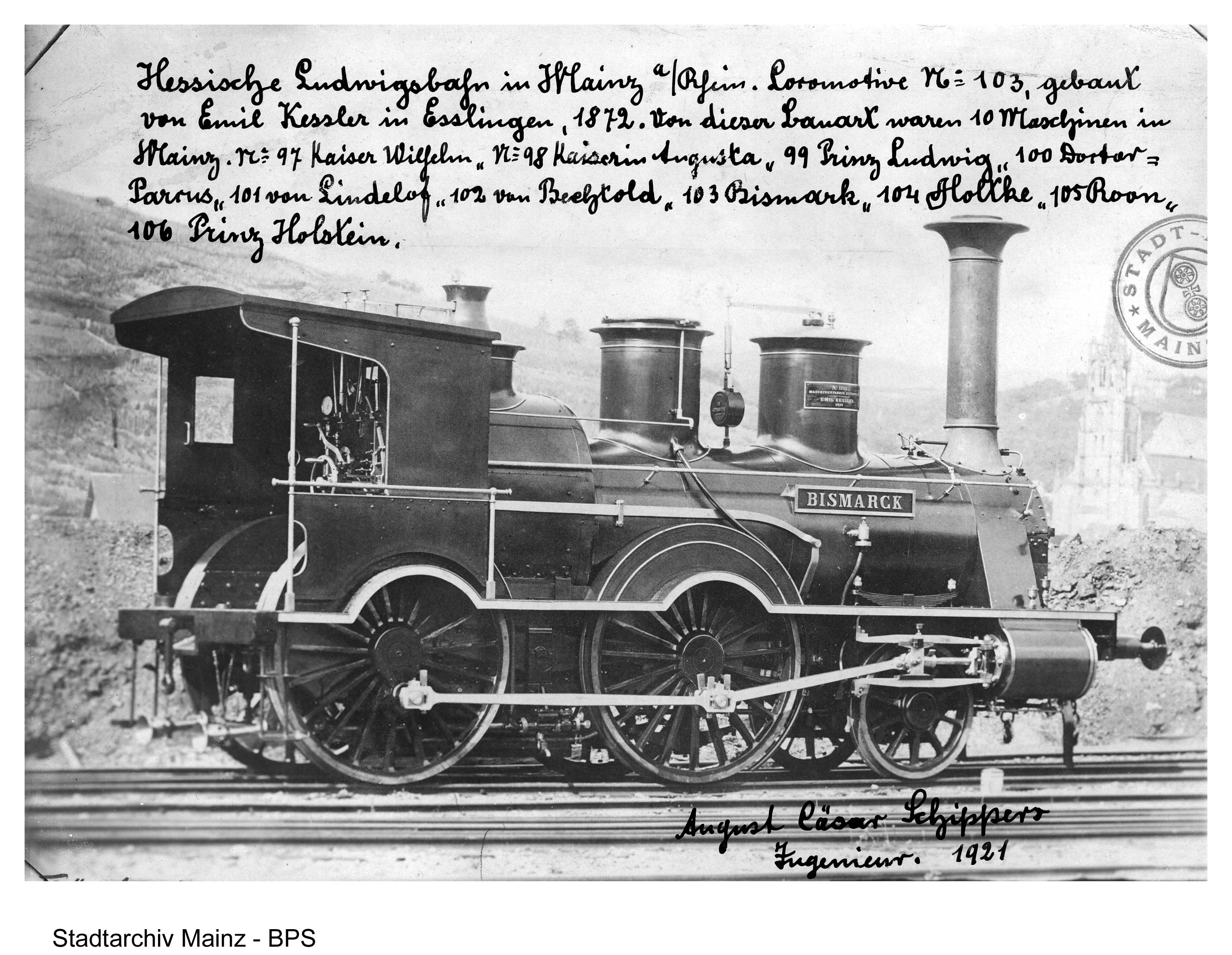
Lokomotive No. 103, Bismarck, der Hessischen Ludwigsbahn, Baujahr 1872
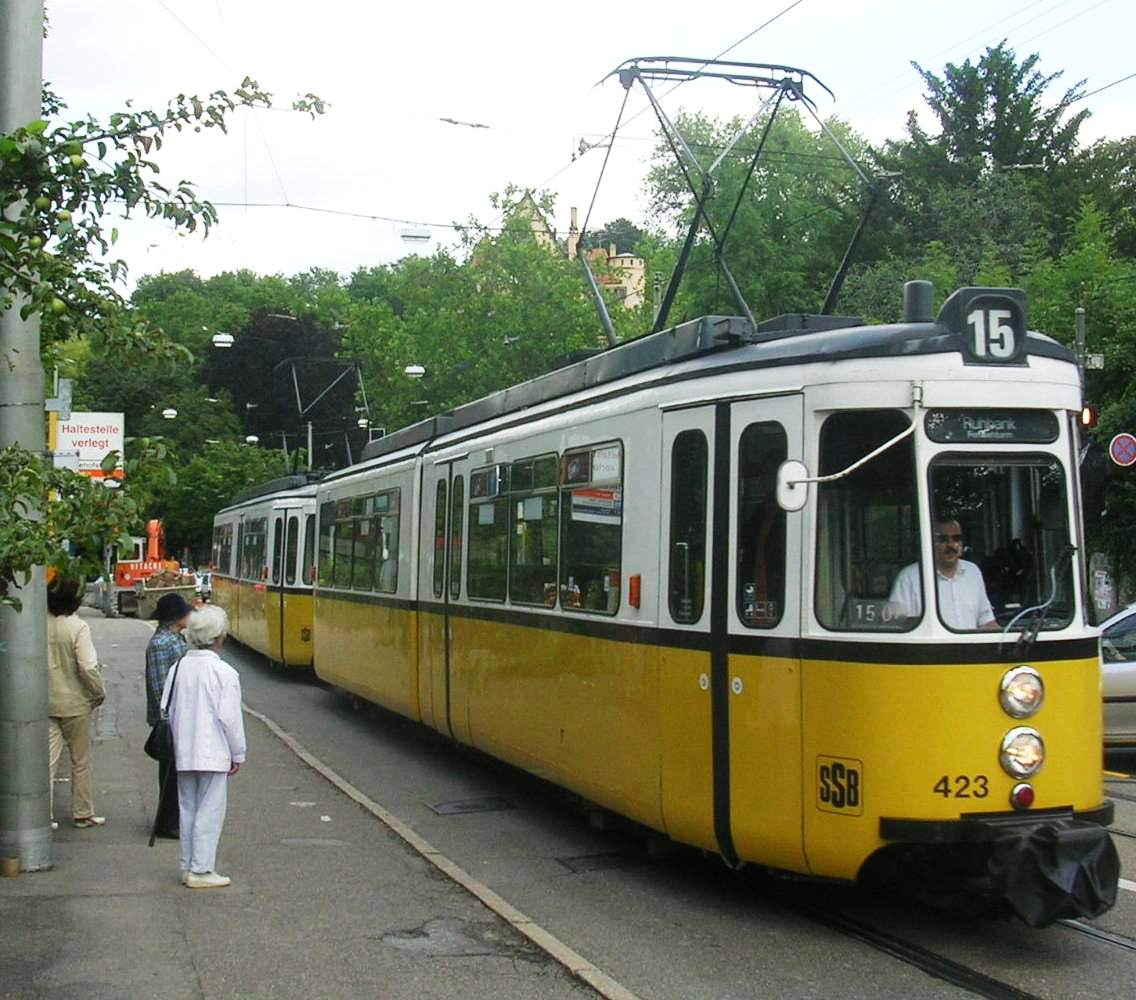
Straßenbahnwagen GT4, gebaut 1959–1968
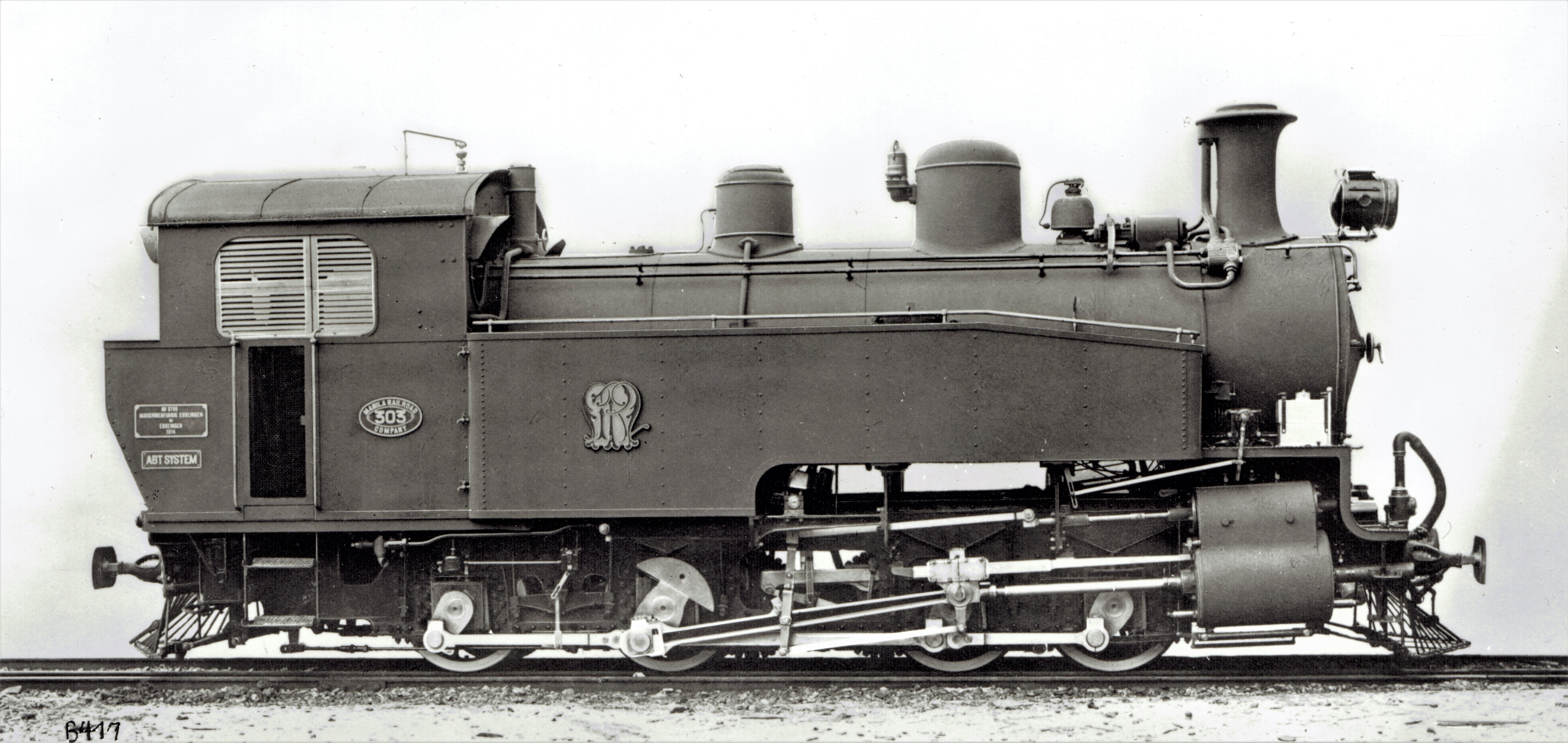
Zahnradlokomotive Bauart Abt der Manilabahn
Diesel-Rangierlokomotive vom Typ V 60 für die israelische Staatsbahn
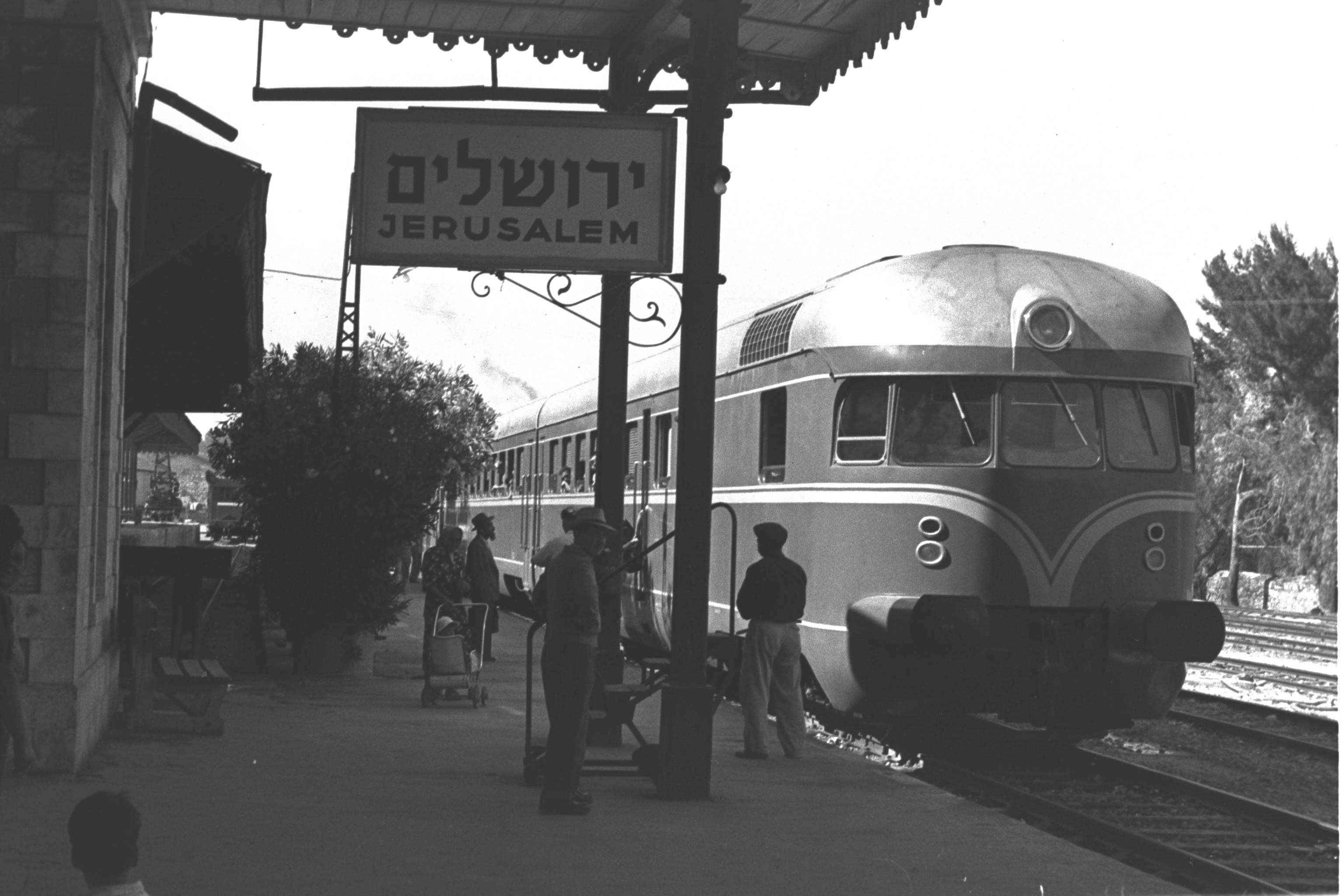
Verbrennungstriebwagen für die israelische Staatsbahn
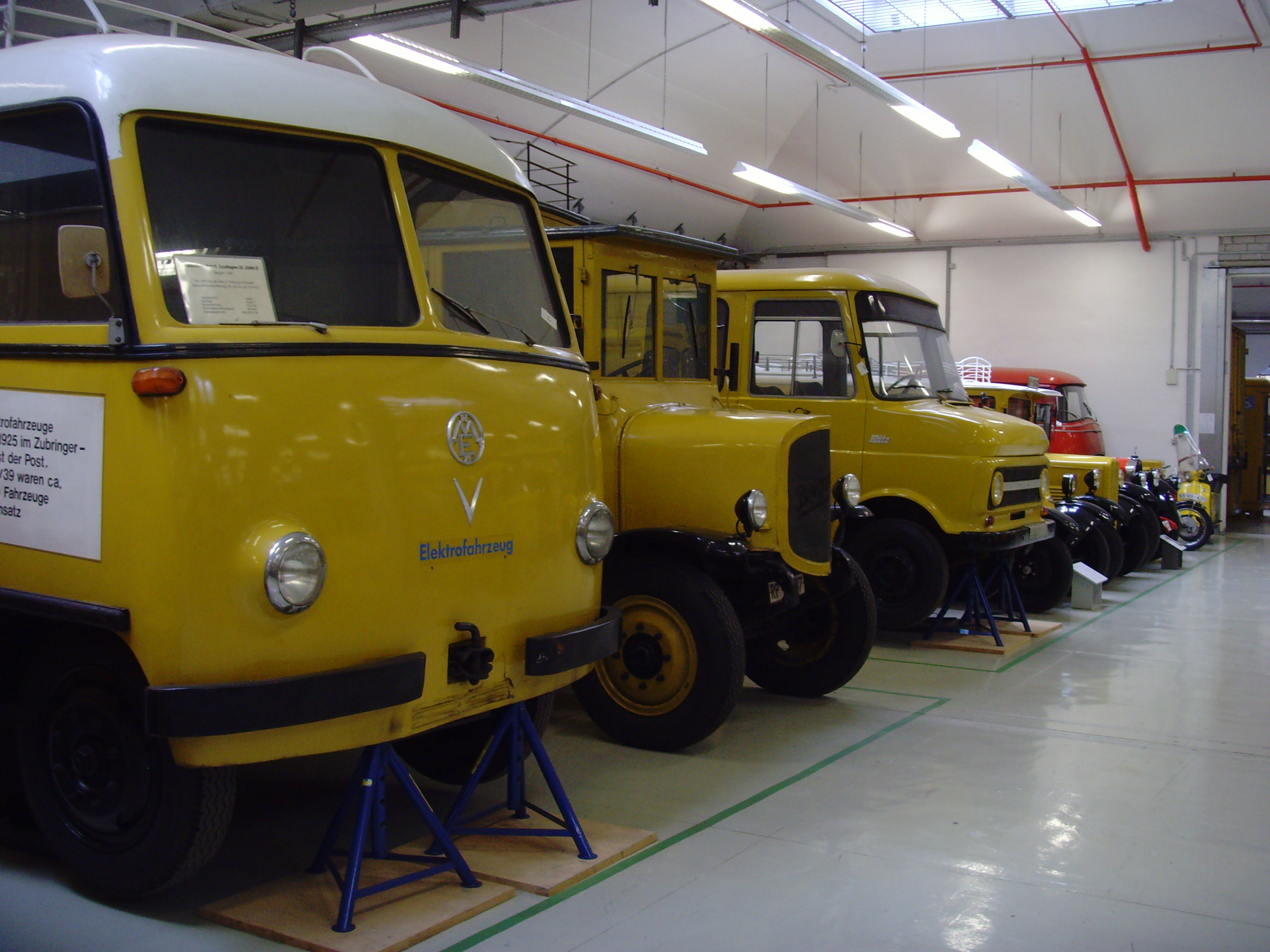
ME EL 2500 Paketpostwagen (Fahrzeug ganz links)